# Tissue banking
Il tissue banking è una disciplina medica specialistica.

## Dettagli
Essa, in coerenza con i principi etici generalmente riconosciuti, si occupa di organizzare e coordinare il prelievo dei tessuti, la loro lavorazione, la loro conservazione, il loro controllo qualitativo, il loro deposito e la loro distribuzione a fini terapeutici.
Tale attività è sottoposta a controllo ed è autorizzata dall'autorità nazionale competente.